# Taterma
Koordinaten: 58° 48′ N, 22° 37′ O
Taterma ist ein Dorf (estnisch küla) in der Landgemeinde Hiiumaa (bis 2017: Landgemeinde Käina). Es liegt auf der zweitgrößten estnischen Insel Hiiumaa (deutsch Dagö).

## Beschreibung
Taterma hat 21 Einwohner (Stand 31. Dezember 2011). Die Fläche des Dorfes beträgt 1,3 km².
Der Ort liegt elf Kilometer nordöstlich vom Dorf Emmaste. Auf dem Gebiet von Taterma steht die orthodoxe Kirche von Kuriste.